# Massaker von Sochumi 1993
Das Massaker von Sochumi 1993 (georgisch სოხუმის დაცემა; russisch Сухумская резня) war ein Kriegsverbrechen, das am 27. September 1993 an der georgischen Zivilbevölkerung in Abchasiens Hauptstadt Sochumi begangen wurde. Es war Teil von ethnischen Säuberungen, die während des abchasischen Sezessionskriegs stattfanden.

## Ablauf
Am 27. September 1993 brachen abchasische Freischärler und ihre Alliierten einen von den Vereinten Nationen vermittelten und von Russland garantierten Waffenstillstand. Er hatte die georgische Armee und die abchasischen Milizen verpflichtet, sich jeglicher militärischer Aktivitäten zu enthalten. Georgien hatte in Erfüllung seiner vertraglichen Verpflichtungen bereits schwere Artillerie und Panzer aus Sochumi abgezogen.
Abchasische Freischärler, ihre nordkaukasischen Hilfstruppen, Kosaken und russische Söldner stürmten Sochumi am frühen Morgen. Die in der Stadt verbliebenen georgischen Militäreinheiten waren in der Minderzahl und nicht in der Lage, die militärische Operation zu stoppen. Zur Mittagszeit hatten die abchasischen Milizen und ihre Alliierten Brücken und Fernsehgebäude eingenommen. Ein georgisches Bataillon verschanzte sich im Regierungsgebäude der Autonomen Republik Abchasien, um die amtierende abchasische Regierung zu schützen. Am späten Nachmittag desselben Tages verlor sie den Kampf.
Eine große Anzahl georgischer Einwohner war in Sochumi geblieben und baute auf das Waffenstillstandsabkommen. Abchasische Milizen und ihre Alliierten durchkämmten die Stadt und trieben sämtliche Zivilisten zusammen, die sie vorfanden. Männer, Frauen und Kinder wurden auf den Straßen, in Wohnungen, Häusern und Hinterhöfen erschossen. Augenzeugenberichten zufolge wurden viele Menschen Opfer von Folter. Kinder wurden vor den Augen ihrer Eltern getötet und Eltern vor den Augen ihrer Kinder.
Frauen wurden zum Ziel sadistischer Vergewaltigungen. Flüchtlinge erinnern sich, dass Menschen bei lebendigem Leibe verbrannt, ausgeweidet und verstümmelt wurden. Massaker fanden im Stadtpark Sochumis statt, vor dem Regierungsgebäude, in Schulen und Krankenhäusern. Sämtliche Mitglieder der abchasischen Regierung und ihre Leibwächter wurden in den Vororten von Sochumi erschossen. Getötet wurden u. a. Regierungschef Schiuli Schartawa, Sochumis Bürgermeister Guram Gabiskiria, der georgische General Mamia Alasania und der Politiker Raul Eschba.
Das U.S. State Department berichtete in seinem Menschenrechtsbericht des Jahres 1993 [Country Reports on Human Rights Practices for 1993] „Die Separatistenmilizen begingen umfängliche Gräueltaten an der georgischen Zivilbevölkerung, töteten viele Frauen, Kinder und ältere Leute, nahmen einige als Geisel und folterten andere … Sie töteten eine Vielzahl georgischer Zivilisten, die in dem von Abchasien eingenommenen Gebiet zurückblieben.“

## Täter
Es gibt eine Anzahl sich widersprechender Behauptungen, ob das Massaker von abchasischen Freischärlern oder ihren nordkaukasischen Alliierten ausgeführt wurde. Angeblich war der Kommandeur der abchasischen Milizen, ihr stellvertretender Verteidigungsminister, Schamil Bassajew, teilweise dafür verantwortlich. Nach Zeugenaussagen sprachen die Täter nordkaukasische Sprachen und Russisch. Andere Überlebende des Massakers sagten, ihre abchasischen und armenischen Nachbarn hätten den Milizen geholfen. Viele Menschen erinnern sich, wie russische Offiziere befohlen hätten: „Macht keine lebenden Gefangenen!“
Dem Massaker fielen am 27. September 1993 und in den folgenden Tagen über 7.000 Menschen zum Opfer, darunter über 100 Persönlichkeiten des öffentlichen Lebens, Wissenschaftler, Künstler und Ärzte. Häuser und Land georgischer und griechischer Besitzer wurden geplündert, später von abchasischen, russischen, kosakischen und anderen Zuwanderern aus dem Nordkaukasus in Besitz genommen.

## Strafverfolgung
Die OSZE hat die ethnischen Säuberungen gegen Georgier in Abchasien offiziell als solche anerkannt und verurteilt. Bislang wurde noch kein Teilnehmer an den Massakern vor Gericht gestellt.